# Gelis sanguinipectus
Gelis sanguinipectus är en stekelart som först beskrevs av Otto Schmiedeknecht 1932.  Gelis sanguinipectus ingår i släktet Gelis och familjen brokparasitsteklar. Inga underarter finns listade i Catalogue of Life.